# Itaguaí
Itaguaí est une municipalité brésilienne du sud-ouest de l'État de Rio de Janeiro. Sa population était estimée à 111 171 habitants en 2011 et elle s'étend sur 275 km2.

## Chantier naval et base navale
Le premier site de production de sous-marins du Brésil, construit avec l'aide de la DCNS, est inauguré le 1er mars 2013 à Itaguaí. Il doit livrer, entre 2017 et 2022, 4 bateaux dérivés de la classe Scorpène ainsi qu'un sous-marin nucléaire d'attaque vers 2025. Le site comprendra également une base sous-marine pouvant abriter une dizaine de sous-marins.

## Géographie
La municipalité d'Itaguaí est située dans l'État de Rio de Janeiro, dans la région entre Baixada Fluminense et Costa Verde. Il est situé à la latitude 22° 51' 07" S et 43° 46' 30" O, et à une distance de 73 kilomètres de la capitale de Rio de Janeiro. Il est bordé par les municipalités de Rio de Janeiro et Seropédica à l'est, de Piraí et Paracambi au nord et de Rio Claro et Mangaratiba à l'ouest. Enfin, elle est baignée, au sud, par la baie de Sepetiba. Il couvre une superficie de 275 km² et se situe à une altitude de 15 mètres au-dessus du niveau de la mer. Outre la partie continentale de la municipalité d'Itaguaí, une partie de son territoire comprend des îles et des îlots de la baie de Sepetiba, tels que l'Ilha dos Martins, l'Ilha da Madeira (aujourd'hui liée à la partie continentale de la municipalité, étant également l'un de ses quartiers), l'Ilha das Cabras, l'Ilha do Gado et l'Ilha das Ostras. La partie orientale de l'île d'Itacuruçá et la partie centrale de Restinga da Marambaia appartiennent également à son territoire. Selon le recensement de la population réalisé en 2011 par l'Institut brésilien de géographie et de statistique, Itaguaí comptait 111 171 habitants.

## Maires
| Période | Période | Identité                           | Étiquette | Qualité |
| ------- | ------- | ---------------------------------- | --------- | ------- |
| 2009    | 2012    | Carlo Busatto Junior « Charlinho » | PMDB      |         |

## Personnalités liées
- Leandro Teixeira Dantas (1987-), footballeur